# Мамасаидов, Махаммаджан Ташалиевич
Мамасаидов Махаммаджан (Мухаммаджан) Ташалиевич (род. 1 апреля 1949, с. Араван, Ошская область) — кыргызстанский учёный и государственный деятель, депутат Жогорку Кенеша Кыргызской Республики I—IV созывов, доктор технических наук, профессор] академик Национальной академии наук Кыргызской Республики и Инженерной академии Кыргызской Республики.

## Биография
Родился в 1949 году. Этнический узбек. В 1971 окончил Фрунзенский политехнический институт, в 1975 — аспирантуру при Фрунзенском политехническом институте, в 1987 — докторантуру при Академии наук Киргизской ССР.
В 1975—1979 годах — старший научный сотрудник, руководитель группы Института автоматики АН Киргизской ССР.
В 1979—1990 годах — заведующий лабораторией НА и НИЦ «Импульс» АН Киргизской ССР.
В 1990—1994 годах — заведующий отделом Южно-Кыргызского учебно-научного центра.
В 1992—1994 годах — заведующий кафедрой и проректор Ошского высшего технологического колледжа.
В 1994—1997 годах — ректор-организатор Кыргызского-Узбекского высшего технологического колледжа.
В 1997—2005 годах — ректор Кыргызско-Узбекского университета.
С 1992 года — директор Ошского областного отделения Инженерной академии Кыргызской Республики.
Депутат Жогорку Кенеша Кыргызской Республики четырех созывов, член президиума Ассамблеи народов Кыргызстана. Государственный советник 2 ранга Кыргызской Республики.
Автор более чем 200 опубликованных научных работ, в том числе 12 монографий и 33 изобретений.

## Награды
- Орден «Манас» III степени (28 августа 2019) — за существенный вклад в развитие социально-экономического, интеллектуального и культурного потенциала Кыргызской Республики, большие достижения в профессиональной деятельности, а также в честь Дня независимости Кыргызской Республики[1][2]
- Орден «Данакер» (29 января 2004) — за особый вклад в укрепление межнационального согласия и единства народа Кыргызстана[2][3]
- Заслуженный деятель науки Кыргызской Республики (13 октября 1998) — за заслуги в области науки[2][4]
- Государственная премия Кыргызской Республики в области науки и техники (13 августа 2004) — за цикл оригинальных учебников начальных классов для школ с узбекским языком обучения в Кыргызской Республике[5]
- Международная премия «Руханият»
- Премия им. М. Ломоносова
- Юбилейная золотая медаль А. Нобеля
- Золотая медаль ВОИС

## Основные изобретения
- Цепная камнерезная машина. Авт. св. № 1303721, 1987.
- Станок для направленного раскола камня. Авт. св. № 1560434, 1990.
- Пневматическое устройство для бурения строчек шпуров. Авт. св. № 1546628, 1990.
- Способ добычи блоков камня и устройство для его осуществления. Авт. св. № 1714122, 1992.
- Буровое устройство. Предварительный патент Кыргызской Республики № 75, 1996.